# Lac Coulonge
Pour les articles homonymes, voir Coulonge.
Le lac Coulonge est un plan d'eau d'une longueur de 19 km par environ 2 km de large, situé au Québec près de Fort-Coulonge, Pontiac, Québec, Canada.
Le lac est formé par l'élargissement de la rivière des Outaouais, entre l'île aux Allumettes et l'île du Grand-Calumet, au confluent de la rivière Coulonge.
La réserve écologique de la Chênaie-des-Îles-Finlay est situé dans sa partie ouest.